# Nardoa
Nardoa is een geslacht van zeesterren uit de familie Ophidiasteridae.				

## Soorten
- Nardoa frianti Koehler, 1910
- Nardoa galatheae (Lütken, 1864)
- Nardoa gomophia (Perrier, 1875)
- Nardoa mamillifera Livingstone, 1930
- Nardoa novaecaledoniae (Perrier, 1875)
- Nardoa rosea H.L. Clark, 1921
- Nardoa tuberculata Gray, 1840
- Nardoa tumulosa Fisher, 1917
- Nardoa variolata (Retzius, 1805)